# 邵懿辰
邵 懿辰（しょう いしん、1810年 - 1861年）は、清の儒学者。字は位西。

## 生涯
浙江省仁和（現在の杭州）出身。官職は刑部員外郎にのぼった。1860年、杭州城が太平天国軍に包囲されると、浙江巡撫の王有齢とともに防衛にあたった。しかし翌年に城は陥落し、落命した。

## 学問
著書の『礼経通論』で当時存在していた『儀礼』は完全な形で伝えられていたもので、秦の焚書で失われたという『逸礼』39篇は存在しなかったと主張した。これは考証学の前提を根底から覆すものであった。また古文経を劉歆が偽作したものだと断じた。これは後に、廖平や康有為が経書の権威を懐疑する姿勢をみせることに大きな影響を与えたといわれる。
その他の著作に『四庫簡明目録標注』があり、これは古典籍の目録学の重要な参考書である。